# Armco de Barranquilla
Armco de Barranquilla fue un equipo de béisbol de la Liga Colombiana de Béisbol Profesional con sede en la ciudad de Barranquilla. Participando en la temporada inaugural de la Liga en 1948 y en la temporada 1949
Siendo uno de los primeros equipos de Béisbol en Barranquilla junto al Filtta, finalizó tercero en su primera participación a dos victorias del campeón con 9 victorias y 9 derrotas, en su segunda y última participación finalizó cuarto a 8 victorias del campeón con 12 victorias en 26 juegos.
En la temporada 1952 fue reemplazado por Cervezá Águila de Barranquilla.

## Jugadores destacados
- Fitz Roberts más carreras impulsadas en 1949 con 20